# Represa de corrimiento
Una represa de corrimiento, represa de debris, o lago de barrera es el represamiento natural de un río por alguna clase de remoción de masa: corrimiento de tierra, flujo de debris, avalancha de rocas o volcán. Si es causado por un terremoto, puede ser llamado lago de terremoto. La lista de lagos de corrimiento es tan larga como la lista de las más grandes represas artificiales.

## Causas
Las causas más importantes de represas de corrimiento fueron estudiadas en 1986 son producidas por corrimientos causados por precipitaciones excesivas y terremotos, cerca de un 84%. Las erupciones volcánicas causan el 7% de las represas. Otras causas de corrimiento de tierras producen el 9% restante.

## Consecuencias

Perfiles de la presa y aguas subterráneas aguas arriba (la presa de deslizamiento no se muestra en la figura)

Aguas subterráneas tras fracaso de la presa aguas abajo

El agua decomisado por una presa de deslizamiento puede crear un embalse (Lago) que durar de pueden desde tiempos cortos a varios miles de años.
Por su naturaleza más bien floja y ausencia de vertederos controlados, las represas de corrimiento frecuentemente fallan catastróficamente y provocan inundaciones río abajo, a menudo con muchas bajas. Un escenario común de fracaso es el rebalsamiento subsiguiente de la presa y erosión por la corriente de desbordamiento.
Las presas de corrimiento son responsables de dos tipos de inundaciones: aguas arriba (inundaciones arriba de la fuente (río o arroyo)) sobre la creación e inundaciones aguas abajo en caso de falla de la represa. En comparación con las catastróficas río abajo, las relativamente lentas río arriba normalmente presenta poco riesgo de muerte, pero los daños a la propiedad pueden ser sustanciales.
Mientras que la presa se llena, se eleva el nivel de las aguas subterráneas circundantes. El fracaso de la presa puede desencadenar otras procesos catastróficos. El nivel de agua desciende rápidamente, la presión hidráulica de las aguas subterráneas no compensada puede iniciar deslizamientos adicionales. Aquellos que caen en el embalse pueden provocar aún más catastróficos derrames. Por otra parte, la inundación resultante puede socavar los lados del valle del río para producir más deslizamientos de tierras aguas abajo.
Después de la formación, la presa conduce a agradación del valle del río arriba, y el fracaso de la presa origina agradación aguas abajo.
Ingenieros de la construcción responsables de diseñar presas artificiales y otras estructuras en los valles de los ríos deben tener en cuenta el potencial de esos acontecimientos que condujeron a cambios bruscos en el régimen del río.

## Ejemplos
- La presa más alta de deslizamiento conocida de tiempos históricos es la represa Usoi en el moderno Tayikistán creado por un corrimiento de tierras producido por un terremoto, el 18 de febrero de 1911. Represó el río Murghab hasta una altura de 301 m (987 pies) creando el Lago Sarez de 300 metros de profundidad.[2]
- El Lago Waikaremoana en Nueva Zelandia fue formada por una represa de corrimiento de 230 metros de altura que se cree ocurrió hace aproximadamente 2,200 años. Entre 1935 y 1950 el derrumbe fue horadado por túneles y sellado para estabilizarlo por lo que podría ser utilizado para la generación de energía hidroeléctrica. Esto parece ser el primer ejemplo de modificación de un derrumbe natural para la generación de energía.[4]
- El Lago Attabad en Pakistán fue formado por un corrimiento en 2010. (100m altura)
- El «Lago rojo» (del rumano: Lacul Roşu ‘Lago Rojo’) es un lago de barrera en la cadena de los Cárpatos orientales en el Condado Harghita , Rumania. El nombre de Lacul Roşu proviene de las aluviones rojizos depositados en el lago por el Estero rojo .
- El «corrimiento de tierra de Gros Ventre» es un ejemplo de una presa enorme, efímero y desastroso deslizamiento posterior (60 m de altura).
- Lago Quake, creado en Montana en 1959. (58m de profundidad)
- El Lago Tangjiashan, un peligroso «lago de terremoto», creado como resultado del terremoto de Sichuan de 2008. Está localizada en una geografía muy abrupta en las Montañas Tangjiashan. Soldados, los científicos e ingenieros chinos participaron en la excavación de una esclusa para mitigar los peligros de este uno de 34 presas de deslizamiento, creadas por el terremoto de Sichuan de magnitud 8.0.[5] El 10 de junio de 2008, el lago comenzó a drenar a través de la esclusa, inundando la ciudad evacuada de Beichuan.[6] (52m de altura)
- El Riñihuazo empezó el 22 de mayo de 1960, después de un corrimiento de tierra causado por el gran terremoto chileno que bloqueó el drenaje del Lago Riñihue. De acuerdo al cronista Mariño de Lobera un evento similar ocurrió en el terremoto de Valdivia de 1575. (26m de altura)
- Entre los corrimientos más destructivos e inundaciones de lagos en la historia estuvo el que ocurrió en la provincia China de Sichuan el 10 de junio de 1786 cuando reventó la presa sobre el río Dadu (China), causando una inundación que se extendidó 1400km aguas abajo y causó 100.000 muertos.[7]
- El más grande corrimiento de tierra en Gran Bretaña implicó al lago Tal-y-llyn (Llyn Mwyngil) cerca de Cadair Idris en el Snowdonia National Park, Gales. Fue reconocido primero por E Watson en 1962. Tiene aproximadamente 10,000 años de edad.
- El Lago Caburga, Chile, fue represado en el Holoceno por una actividad mixta (terremoto y actividad volcánica posterior). El lago horado la base de debris y tierra, generando una salida varios kilómetros más abajo, tras un recorrido como río subterráneo debajo de las capas volcánicas. Al emerger se reconoce como los Ojos del Caburga.